# Жак Дюбоа
Жак Дюбоа (на френски: Jacques Dubois) е белгийски социолог на литературата и историк на френската литература на XIX и XX век, семиотик, почетен професор по литература в Лиежкия университет. Член на междудисциплинната Група µ. Президент на Центъра за изследвания на творчеството на Жорж Сименон към Лиежкия университет.

## Биография
Жак Дюбоа през 1933 г. в Лиеж (Белгия).
Специалист по социология на детективския жанр, изследовател на творчеството на Стендал, Оноре дьо Балзак, Емил Зола, Марсел Пруст, Жорж Сименон.
През 1983 г. той става основен автор на Манифеста за развитие на валонската култура. Главен редактор на Събраните съчинения на Сименон в Библиотека „Плеяда“ (2003 – 2009).
Въвежда понятието литературна институция, следвайки трудовете на Пиер Бурдийо, по аналогия с други социални институции – военни, медицински и политически.

## Признание
Носител на Ордена на американските франкофони (2006, Квебек).